# Новокалинівська міська рада
Новокалинівська міська рада — орган місцевого самоврядування у Самбірському районі Львівської області з адміністративним центром у м. Новий Калинів.

## Населені пункти
Міській раді підпорядковані населені пункти:
- м. Новий Калинів
- селище Дубляни

с. Велика Білина 
с. Велика Хвороща 
с. Мала Білина 
с. Гординя 
с. Калинів 
с. Кружики 
с. Корналовичі 
с. Велика Озимина
с. Мала Озимина
с. Лука
с. Майнич
с. Залужани
с. Мала Хвороща
с. Бабина
с. Пиняни
с. Береги
с. Містковичі
с. Ковиничі
с. Зарайське
с. Климівщина
с. Корничі
с. Бірчиці
с. Нові Бірчиці

## Історія
21 червня 2005 року Верховна Рада України віднесла селище Новий Калинів Самбірського району Львівської області до категорії міст районного значення і утворила Новокалинівську міську раду.

## Склад ради
Рада складається з 20 депутатів та голови.